# Anreiz
Anreize stellen das Bindeglied zwischen Motiven (im Sinne von Bedürfnissen) und Motivation dar. Sie sind  verhaltensbeeinflussende Reize (Stimuli), die inner- oder außerhalb einer Person liegen. Wenn sie ihre Entsprechung in den Bedürfnissen eines Menschen finden, können sie die Person zu einem bestimmten Verhalten veranlassen. Dann aktivieren sie die Bedürfnisse und führen zu motiviertem Verhalten.
Anreiz ist die antizipierte Emotion mit Blick auf den Zielzustand, der Anreizwert das Maß an positiver Emotion, das mit dem anvisierten Zielzustand verbunden wird.
Man unterscheidet extrinsische Anreize (z. B. monetäre Belohnung), die in einem erwarteten äußeren Nutzen des Handelns liegen, von intrinsischen Anreizen oder Tätigkeitsanreizen (z. B. Spaß), die in erwarteten positiven Erlebnissen während des Handelns bestehen.
Damit Anreize wirksam werden, müssen sie vom Menschen wahrgenommen werden, wobei der Begriff der Wahrnehmung nicht im physiologischen Sinne (Hören des akustischen Lautgebildes), sondern im übertragenen Sinne (Erkennen des Anreizcharakters einer Situation) zu verstehen ist.
Der Anreiz im Sinne des Kaufanreizes, wie er im Marketing behandelt wird, ist unter Incentive erklärt.
Eine Übersicht über verschiedene Definitionen des Anreizbegriffs findet sich bei Schulz (2000: S. 20) bzw. bei Becker (2002, S. 14 f.).